# Aralia gigantea
Aralia gigantea är en araliaväxtart som beskrevs av Jun Wen. Aralia gigantea ingår i släktet Aralia och familjen Araliaceae. Inga underarter finns listade.